# Canton de L'Isle-en-Dodon
Le canton de L'Isle-en-Dodon est une ancienne division administrative française, située dans le département de la Haute-Garonne et la région Midi-Pyrénées et faisait partie de la huitième circonscription de la Haute-Garonne.

## Composition
Le canton de L'Isle-en-Dodon regroupait 24 communes et comptait 4 792 habitants (population municipale) au 1er janvier 2010.
| Nom                         | Code Insee | Codepostal | Superficie (km2) | Population (dernière pop. légale) | Densité (hab./km2) |
| --------------------------- | ---------- | ---------- | ---------------- | --------------------------------- | ------------------ |
| L'Isle-en-Dodon (chef-lieu) | 31239      | 31230      | 22,58            | 1 961 (2012)                      | 87                 |
| Agassac                     | 31001      | 31230      | 9,58             | 114 (2012)                        | 12                 |
| Ambax                       | 31007      | 31230      | 5,95             | 73 (2012)                         | 12                 |
| Anan                        | 31008      | 31230      | 13,43            | 221 (2012)                        | 16                 |
| Boissède                    | 31072      | 31230      | 3,84             | 80 (2012)                         | 21                 |
| Castelgaillard              | 31115      | 31230      | 6,82             | 60 (2012)                         | 8,8                |
| Cazac                       | 31593      | 31230      | 6,23             | 86 (2012)                         | 14                 |
| Coueilles                   | 31152      | 31230      | 6,45             | 94 (2012)                         | 15                 |
| Fabas                       | 31178      | 31230      | 18,68            | 208 (2012)                        | 11                 |
| Frontignan-Savès            | 31201      | 31230      | 2,81             | 61 (2012)                         | 22                 |
| Goudex                      | 31223      | 31230      | 2,61             | 46 (2012)                         | 18                 |
| Labastide-Paumès            | 31251      | 31230      | 8,04             | 151 (2012)                        | 19                 |
| Lilhac                      | 31301      | 31230      | 7,30             | 128 (2012)                        | 18                 |
| Martisserre                 | 31322      | 31230      | 6,17             | 60 (2012)                         | 9,7                |
| Mauvezin                    | 31333      | 31230      | 4,76             | 86 (2012)                         | 18                 |
| Mirambeau                   | 31343      | 31230      | 3,96             | 62 (2012)                         | 16                 |
| Molas                       | 31347      | 31230      | 10,43            | 159 (2012)                        | 15                 |
| Montbernard                 | 31363      | 31230      | 18,31            | 215 (2012)                        | 12                 |
| Montesquieu-Guittaut        | 31373      | 31230      | 10,06            | 177 (2012)                        | 18                 |
| Puymaurin                   | 31443      | 31230      | 22,24            | 302 (2012)                        | 14                 |
| Riolas                      | 31456      | 31230      | 2,86             | 49 (2012)                         | 17                 |
| Saint-Frajou                | 31482      | 31230      | 16,61            | 207 (2012)                        | 12                 |
| Saint-Laurent               | 31494      | 31230      | 8,39             | 167 (2012)                        | 20                 |
| Salherm                     | 31522      | 31230      | 5,87             | 53 (2012)                         | 9                  |

## Démographie
| 1962  | 1968  | 1975  | 1982  | 1990  | 1999  | 2006  | 2011  | 2012  |
| ----- | ----- | ----- | ----- | ----- | ----- | ----- | ----- | ----- |
| 5 762 | 5 587 | 5 132 | 4 995 | 4 708 | 4 529 | 4 725 | 4 811 | 4 820 |

## Administration

### Conseillers généraux de 1833 à 2015
| Période         | Période      | Identité              | Étiquette    | Qualité |
| --------------- | ------------ | --------------------- | ------------ | --- |
| 1833            | 1861         | Jean-Pierre Malbois   | Droite       | Ancien officier de cavalerie Maire de L'Isle-en-Dodon (1817-1827) Député (1848-1851)                                                                         |
| 1861            | 1870         | Jean-François Fournié |              | Propriétaire, notaire, ancien juge de paix |
| 1870            | 1880         | Jean Bistos-Vaysse    | Républicain  | Docteur en médecine, maire de Martisserre |
| 1880            | 1889 (décès) | Gustave Daran         | Républicain  | Notaire, Maire de L'Isle-en-Dodon |
| 1889            | 1919         | Firmin Talazac        | Rad.         | Docteur-médecin Maire de L'Isle-en-Dodon |
| 1919            | 1940         | Emile Ducassé         | Rad.         | Médecin Maire de L'Isle-en-Dodon (1929-1944) nommé conseiller départemental en 1943                                                                          |
|                 |              |                       |              | |
| 1945            | 1949         | Antonin Ruffat        | SFIO         | Eleveur puis dentiste Maire de L'Isle-en-Dodon (1944-1947)                                                                                                   |
| 1949            | 1970 (décès) | Hippolyte Ducos       | Rad.         | Député (1919-1940 et 1951-1970) Sous-secrétaire d'État et Ministre (1932-1934 et 1939-1940) Maire de Lilhac, ancien conseiller général du canton de Barbazan |
| 31 janvier 1971 | 1979 (décès) | Antonin Ruffat        | PSU puis PS  | Ancien Maire de L'Isle-en-Dodon |
| 1979            | 1992         | André Baron           | PS           | Chirurgien-dentiste Maire de L'Isle-en-Dodon de 1977 à 1995                                                                                                  |
| 1992            | 2011         | Jean Larrieu          | UDF puis DVD | Cadre administratif à la Sécurité sociale Maire de Montbernard                                                                                               |
| 2011            | 2015         | Christiane Larrieu    | DVD          | Employée Maire de Castelgaillard depuis 1995 |

### Conseillers d'arrondissement (de 1833 à 1940)
| Période                                  | Période | Identité                    | Étiquette    | Qualité |
| ---------------------------------------- | ------- | --------------------------- | ------------ | --- |
| 1833                                     | 1839    | M. de Girels                |              | Maire de Guittaut                                                                                           |
| 1839                                     | 1848    | Joseph Souville (1787-1854) |              | Pharmacien, maire de L'Isle-en-Dodon                                                                        |
|                                          |         |                             |              | |
| 1877                                     | 1901    | Onésime Moysen              | Conservateur | Pharmacien, maire de L'Isle-en-Dodon                                                                        |
| 1901                                     |         | Elzéar Descamps             |              | Maire de Puymaurin                                                                                          |
|                                          | 1907    | Félix Lafforgue             | Républicain  | Propriétaire à Saint-Laurent                                                                                |
| 1907                                     | 1913    | M. Castex                   | Libéral      | Pharmacien à L'Isle-en-Dodon                                                                                |
| 1913                                     | 1925    | Alphonse Martin             |              | Négociant à L'Isle-en-Dodon                                                                                 |
| 1925                                     | 1940    | Léon Jean-Baptiste Lasserre | Radical      | Cultivateur, maire de Puymaurin                                                                             |
| 1940                                     |         |                             |              | Les conseils d'arrondissement ont été suspendus par la loi du 12 octobre 1940 et n'ont jamais été réactivés |
| Les données manquantes sont à compléter. |         |                             |              | |